# إدوارد فون بوم
إدوارد فرايهر فون بوم (فبراير 12، 1856 - 9 ديسمبر 1941) كان عام النمساوي خلال الحرب العالمية الأولى الذي ارتفع إلى رتبة المشير في الجيش النمساوية المجرية. في 30 أكتوبر 1940 تم ترقيته إلى مارشال ميداني العام في القوات المسلحة الألمانية.